# Jeremiodes guianensis
Jeremiodes guianensis är en insektsart som beskrevs av Frank H.Hennemann och Oskar V.Conle 2007. Jeremiodes guianensis ingår i släktet Jeremiodes och familjen Phasmatidae. Inga underarter finns listade i Catalogue of Life.